# 긴급매각
매수인이 보관하여야 할 목적물이 멸실 또는 훼손될 염려가 있는 때에는 법원의 허가를 얻어 경매하고 그 대가를 보관 또는 공탁하여야 한다.
상법 제67조 제1항에서는 매도인이 공탁과 경매 중 임의로 선택할 수 있었던 것과 달리 본조에서는 경매를 2차적인 수단으로 하고있음을 주의하여야 한다. 본조는 어디까지나 목적물의 보관에 초점을 두고, 경매는 부득이한 경우 차선의 방법으로 채택한 것이다. 또 하나의 주의할 점은 본조의 경매는 일정한 요건이 구비된 경우 매수인의 의무로서 인정된다는 점이다.
매수인이 경매를 한 때에는 지체 없이 매도인에게 그 통지를 발송하여야 한다.

## 참고 문헌
- 이철송, <상법촉칙•상행위> (서울: 박영사, 2014)